# 1er bataillon de construction amphibie (États-Unis)
Pour les articles homonymes, voir 1er bataillon.
Le 1er bataillon de construction amphibie (en anglais Amphibious Construction Battalion One ou ACB 1) est un bataillon de l'armée américaine créé en 1943.